# Apple A10X
Apple A10X Fusion — 64-бітна система на кристалі, розроблена компанією Apple Inc. Вперше використана у 10,5-дюймовому iPad Pro і другому поколінні 12,9-дюймових iPad Pro, які були оприлюднені 5 червня 2017 року. A10X — є модифікацією чипа A10. Apple стверджує, що він має на 30 % продуктивніший центральний процесор і на 40 % продуктивніший графічний процесор в порівнянні із попередником, чипом A9X.

## Опис
A10X оснащений 64-розрядним ARMv8-A шестиядерним процесором з тактовою частотою 2,38 ГГц, з трьома високопродуктивними ядрами та трьома енергоефективними ядрами. У A10X також інтегровано дванадцятиядерний графічний процесор (GPU). Окрім того, в A10X вбудований мікроконтролер аналізу руху M10.
Чип A10X працює у взаємодії з 4 Гб LPDDR4-пам'яті у другому поколінні 12,9-дюймових iPad Pro та новому 10,5-дюймовому iPad Pro.
В порівнянні з його попередником, поліпшено роботу із зовнішніми інтерфейсами, зокрема, підвищено швидкість з'єднання мережевим портом USB-C.
Це перший чип Apple, на якому розташований приймач BeiDou-2 китайської супутникової системи навігації Бейдоу.

## Використання
- 10.5-дюймовий iPad Pro
- Друге покоління 12.9-дюймових iPad Pro